# باسكال سانت أونج
باسكال سانت أونج (من مواليد 13 مايو 1977)، سياسية كندية انتخبت لتمثيل دائرة بروم-ميسيسكوي في مجلس العموم الكندي في الانتخابات الفيدرالية الكندية لعام 2021. وهي الرئيس السابق للاتحاد الوطني للاتصالات والثقافة. وعازفة غيتار في فرقة روك مكونة من النساء المثليات
عينت في مجلس الوزراء كوزيرة للرياضة ووزيرة مسؤولة عن وكالة التنمية الاقتصادية الكندية لمناطق كيبيك بين عامي 2021 إلى 2023، لتصبح أول وزيرة مثلية الجنس بشكل علني في كندا. في مايو 2023، أعلنت عن إصلاحات لمعالجة أزمة الرياضة الآمنة في كندا، والتي تضمنت فضيحة الاعتداء الجنسي ضمن هوكي كندا. وفي الوقت نفسه، كرر الرياضيون السابقون والسياسيون المعارضون مطالبتهم بإجراء تحقيق وطني.
اعتبارًا من 26 يوليو 2023، تشغل أونج منصب وزيرة التراث الكندي. وفي مايو العام 2024 قامت بإنشاء لجنة من الخبراء لتقديم النصائح حول كيفية تحديث هيئة الاذاعة الكندية وفي أكتوبر من العام نفسه قامت بتعيين ماري-فيليب بوشارد كمديرة تنفيذية جديدة للهيئة خلفاً لكاثرين تيت.